# USTA Tennis Classic of Troy 2011
L'USTA Tennis Classic of Troy 2011 è stato un torneo professionistico di tennis femminile giocato sul cemento. È stata la 9ª edizione del torneo, che fa parte dell'ITF Women's Circuit nell'ambito dell'ITF Women's Circuit 2011. Si è giocato a Troy (Alabama) negli USA dal 10 al 16 ottobre 2011.

## Partecipanti

### Teste di serie
| Nazionalità | Giocatrice        | Ranking* | Testa di serie |
| ----------- | ----------------- | -------- | -------------- |
| Italia      | Romina Oprandi    | 100      | 1              |
| Stati Uniti | Varvara Lepchenko | 114      | 2              |
| Russia      | Valerija Savinych | 124      | 3              |
| Italia      | Camila Giorgi     | 144      | 4              |
| Stati Uniti | Melanie Oudin     | 146      | 5              |
| Canada      | Sharon Fichman    | 162      | 6              |
| Croazia     | Ajla Tomljanović  | 164      | 7              |
| Stati Uniti | Chichi Scholl     | 170      | 8              |

- Ranking al 3 ottobre 2011.

### Altre partecipanti
Giocatrici che hanno ricevuto una wild card:
- Ryann Foster
- Chieh-yu Hsu
- Melanie Oudin

Giocatrici che sono passate dalle qualificazioni:
- Elena Bovina
- Grace Min
- Marie-Ève Pelletier
- Shelby Rogers
- Alexis King (lucky loser)

## Campionesse

### Singolare
Romina Oprandi ha battuto in finale  Varvara Lepchenko con il punteggio di 6–1, 6–2

### Doppio
Elena Bovina /  Valerija Savinych hanno battuto in finale  Varvara Lepchenko /  Mashona Washington con il punteggio di 7–6(6), 6–3